# Фласа
Фласа (Flaçà) — місто в Іспанії, у графстві Жиронес провінції Жирона, Каталонія. Він займає площу 6,67 квадратних кілометрів і простягається на пагорби долини Льореда та алювіальну рівнину річки Тер. Межує з річкою Тер на півночі та муніципалітетом Сант-Жорді-Десвальс на заході з муніципалітетами Сант-Хоан-де-Молле Сант-Марті-Вель на півдні та на сході з містами Фушя та Ла-Пера. Нинішнє населення становить 1070 осіб.
Фласа обслуговується залізничною станцією Фласа на залізниці Барселона–Cerbère. Раніше це також було на залізниці Паламос–Жирона–Баньйолес із колією 750 мм, яка відкрилася до Паламоса в 1887 році та була продовжена до Жирони в 1921 році. Служба на лінії тривала до 1956 року. 